# Municipio de Belleville (condado de Chautauqua)
El municipio de Belleville (en inglés: Belleville Township) es un municipio ubicado en el condado de Chautauqua en el estado estadounidense de Kansas. En el año 2010 tenía una población de 569 habitantes y una densidad poblacional de 3,69 personas por km².

## Geografía
El municipio de Belleville se encuentra ubicado en las coordenadas 37°3′00″N 96°9′25″O / 37.05000, -96.15694. Según la Oficina del Censo de los Estados Unidos, el municipio tiene una superficie total de 154.37 km², de la cual 153,51 km² corresponden a tierra firme y (0,56 %) 0,86 km² es agua.

## Demografía
Según el censo de 2010, había 569 personas residiendo en el municipio de Belleville. La densidad de población era de 3,69 hab./km². De los 569 habitantes, el municipio de Belleville estaba compuesto por el 88,05 % blancos, el 0,53 % eran afroamericanos, el 5,8 % eran amerindios, el 0,18 % eran asiáticos, el 0,53 % eran de otras razas y el 4,92 % eran de una mezcla de razas. Del total de la población el 1,93 % eran hispanos o latinos de cualquier raza.